# Glenn Michibata
Glenn Michibata (Toronto, 13 juni 1962) is een voormalig professioneel Canadees tennisser die tussen 1983 en 1993 actief was in het professionele tenniscircuit. Michibata was vooral in het dubbelspel succesvol met vier ATP-toernooizeges en daarnaast nog drieëntwintig finaleplaatsen.
Michibata speelde voor zijn profcarrière college-tennis in de Verenigde Staten voor de Pepperdine-universiteit. 

## Palmares

### Dubbelspel
| Nr.                           | Datum             | Toernooi         | Ondergrond    | Partner           | Tegenstanders in finale            | Score              | Details |
| ----------------------------- | ----------------- | ---------------- | ------------- | ----------------- | ---------------------------------- | ------------------ | ------- |
| Gewonnen finales heren dubbel |                   |                  |               |                   |                                    |                    |         |
| 1.                            | 21 augustus 1988  | GP Livingston    | Hardcourt     | Grant Connell     | Marc Flur Sammy Giammalva Jr.      | 2–6, 6–4, 7–5      | Details |
| 2.                            | 22 april 1990     | ATP Seoel        | Hardcourt     | Grant Connell     | Jason Stoltenberg Todd Woodbridge  | 7–6, 6–4           | Details |
| 3.                            | 22 juli 1990      | ATP Washington   | Hardcourt     | Grant Connell     | Jorge Lozano Todd Witsken          | 6–3, 6–7, 6–2      | Details |
| 4.                            | 28 april 1991     | ATP Singapore    | Hardcourt     | Grant Connell     | Stefan Kruger Christo van Rensburg | 6–4, 5–7, 7–6      | Details |
| Verloren finales heren dubbel |                   |                  |               |                   |                                    |                    |         |
| 1.                            | 5 augustus 1984   | GP Livingston    | Hardcourt     | Paul Annacone     | Scott Davis Ben Testerman          | 4–6, 4–6           | Details |
| 2.                            | 24 februari 1985  | ATP Toronto      | Tapijt (i)    | Glenn Layendecker | Peter Fleming Anders Järryd        | 6–7, 2–6           | Details |
| 3.                            | 3 januari 1988    | ATP Wellington   | Hardcourt     | Broderick Dyke    | Dan Goldie Rick Leach              | 2–6, 3–6           | Details |
| 4.                            | 9 oktober 1988    | ATP Brisbane     | Hardcourt (i) | Grant Connell     | Eric Jelen Carl-Uwe Steeb          | 4–6, 1–6           | Details |
| 5.                            | 8 januari 1989    | ATP Wellington   | Hardcourt     | Rill Baxter       | Peter Doohan Laurie Warder         | 6–3, 2–6, 3–6      | Details |
| 6.                            | 27 januari 1990   | Australian Open  | Hardcourt     | Grant Connell     | Pieter Aldrich Danie Visser        | 4–6, 6–4, 1–6, 4–6 | Details |
| 7.                            | 25 februari 1990  | ATP Philadelphia | Tapijt (i)    | Grant Connell     | Rick Leach Jim Pugh                | 6–3, 4–6, 2–6      | Details |
| 8.                            | 19 augustus 1990  | ATP Indianapolis | Hardcourt     | Grant Connell     | Scott Davis David Pate             | 6–7, 6–7           | Details |
| 9.                            | 13 januari 1991   | ATP Auckland     | Hardcourt     | Grant Connell     | Sergio Casal Emilio Sánchez        | 6–4, 3–6, 4–6      | Details |
| 10.                           | 3 maart 1991      | ATP Chicago      | Tapijt (i)    | Grant Connell     | Scott Davis David Pate             | 4–6, 7–5, 6–7      | Details |
| 11.                           | 7 april 1991      | ATP Hong Kong    | Hardcourt     | Robert Van't Hof  | Patrick Galbraith Todd Witsken     | 2–6, 4–6           | Details |
| 12.                           | 16 juni 1991      | ATP Londen       | Gras          | Grant Connell     | Todd Woodbridge Mark Woodforde     | 4–6, 6–7           | Details |
| 13.                           | 28 juli 1991      | ATP Montréal     | Hardcourt     | Grant Connell     | Patrick Galbraith Todd Witsken     | 4–6, 6–3, 1–6      | Details |
| 14.                           | 4 augustus 1991   | ATP Los Angeles  | Hardcourt     | Brad Pearce       | Javier Frana Jim Pugh              | 5–7, 6–2, 4–6      | Details |
| 15.                           | 11 augustus 1991  | ATP Cincinnati   | Hardcourt     | Grant Connell     | Ken Flach Robert Seguso            | 7–6, 4–6, 5–7      | Details |
| 16.                           | 29 september 1991 | ATP Brisbane     | Hardcourt (i) | John Fitzgerald   | Todd Woodbridge Mark Woodforde     | 6–7, 3–6           | Details |
| 17.                           | 12 januari 1992   | ATP Auckland     | Hardcourt     | Grant Connell     | Wayne Ferreira Jim Grabb           | 4–6, 3–6           | Details |
| 18.                           | 5 april 1992      | ATP Singapore    | Hardcourt     | Grant Connell     | Todd Woodbridge Mark Woodforde     | 7–6, 2–6, 4–6      | Details |
| 19.                           | 23 augustus 1992  | ATP Indianapolis | Hardcourt     | Grant Connell     | Jim Grabb Richey Reneberg          | 6–7, 2–6           | Details |
| 20.                           | 4 april 1993      | ATP Osaka        | Hardcourt     | David Pate        | Mark Keil Christo van Rensburg     | 6–7, 3–6           | Details |
| 21.                           | 11 april 1993     | ATP Tokio        | Hardcourt     | David Pate        | Ken Flach Rick Leach               | 6–2, 3–6, 4–6      | Details |
| 22.                           | 20 juni 1993      | ATP Manchester   | Gras          | Stefan Kruger     | Ken Flach Rick Leach               | 4–6, 1–6           | Details |
| 23.                           | 1 augustus 1993   | ATP Montréal     | Hardcourt     | David Pate        | Jim Courier Mark Knowles           | 4–6, 6–7           | Details |

## Prestatietabel
| Legenda | Legenda                          |
| ------- | -------------------------------- |
| g.t.    | geen toernooi gehouden           |
| l.c.    | lagere categorie                 |
| –       | niet deelgenomen                 |
| G       | uitgeschakeld in de groepsfase   |
| 1R      | uitgeschakeld in de eerste ronde |
| 2R      | uitgeschakeld in de tweede ronde |
| 3R      | uitgeschakeld in de derde ronde  |
| 4R      | uitgeschakeld in de vierde ronde |
| KF      | uitgeschakeld in de kwartfinale  |
| HF      | uitgeschakeld in de halve finale |
| F       | de finale verloren               |
| W       | het toernooi gewonnen            |
| w-v     | winst/verlies-balans             |

### Prestatietabel grand slam, enkelspel
| Toernooi        | 1983 | 1984 | 1985 | 1986 | 1987 | 1988 | 1989 | 1990 | 1991 |
| --------------- | ---- | ---- | ---- | ---- | ---- | ---- | ---- | ---- | ---- |
| Australian Open | –    | –    | –    | –    | 1R   | 2R   | 1R   | –    | –    |
| Roland Garros   | –    | 1R   | –    | 1R   | 1R   | –    | 2R   | –    | –    |
| Wimbledon       | –    | 2R   | –    | 1R   | –    | 2R   | 1R   | –    | 2R   |
| US Open         | 2R   | 1R   | –    | 1R   | –    | –    | 2R   | –    | 1R   |

### Prestatietabel grand slam, dubbelspel
| Toernooi        | 1984 | 1985 | 1986 | 1987 | 1988 | 1989 | 1990 | 1991 | 1992 | 1993 |
| --------------- | ---- | ---- | ---- | ---- | ---- | ---- | ---- | ---- | ---- | ---- |
| Australian Open | –    | –    | –    | 2R   | KF   | KF   | F    | 3R   | 3R   | 2R   |
| Roland Garros   | –    | –    | 3R   | 1R   | –    | 1R   | 3R   | HF   | 2R   | 3R   |
| Wimbledon       | 1R   | 2R   | 1R   | 2R   | 3R   | 1R   | KF   | SF   | 2R   | 2R   |
| US Open         | –    | –    | 1R   | 2R   | 1R   | 1R   | 3R   | 2R   | 3R   | 1R   |